# École Normale Supérieure
École Normale Supérieure, također poznata i pod imenom ENS, jedna od najprestižnijih francuskih visokoškolskih ustanova (grande école).
Središnji kampus nalazi se u Ulm ulici u 5. pariškoj četvrti. Ostali kampusi nalaze se na Boulevard Jourdanon (Pariz) i predgrađu Montrougea, a biološki objekt ima u Foljuifu.
Zajedno čine neformalnu ENS grupu. Kako bi se razlikovala od ostalih, pariška se institucija često naziva ENS-Paris ili ENS-Ulm.

## Poznati maturanti
- Alain Badiou, francuski filozof
- Jacques Derrida, francuski filozof postmodernizma
- Werner Hamacher, njemački književni kritičar
- Serge Haroche, francuski fizičar
- Pierre Louis Dulong, bio je francuski kemičar i fizičar
- Édouard Louis, suvremeni francuski pisac

## Vanjske poveznice
- École Normale Supérieure